# 佳能PowerShot A530

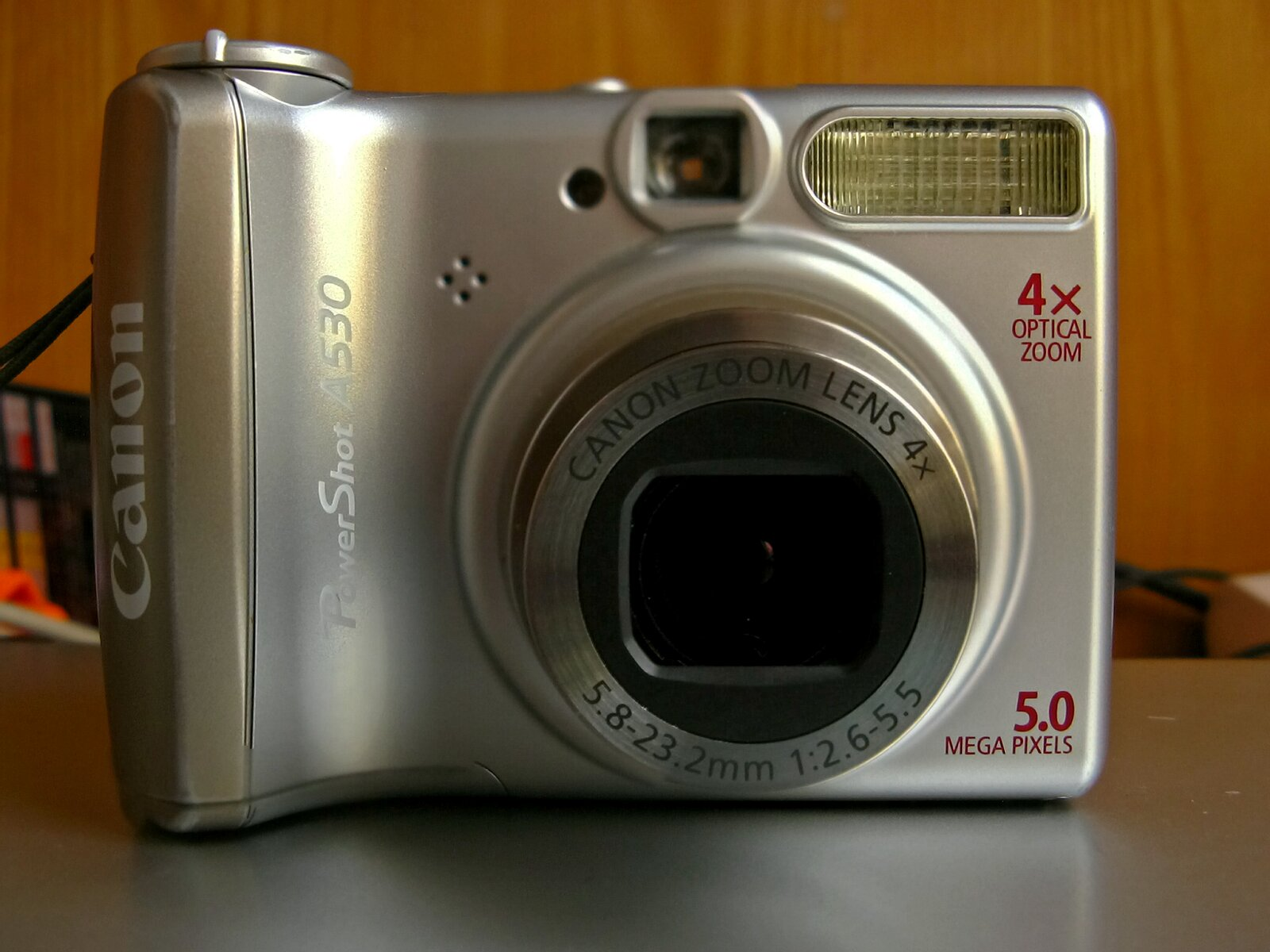
Canon PowerShot A530

佳能 PowerShot A530是一款佳能的数码相机，于2006年3月推出。A530是Canon PowerShot 500系列里的一款机器
相较于PowerShot 500系列中，前几代产品，A530的区别在于
- 对象素进行了升级，相对A510/A520，A530/A540分别多出二百万象素；
- 图象处理器由原来的DIGIC升级为DIGIC II。

- LCD屏幕像素较同代产品偏低，仅7.7万象素;
- 最小ISO提升至80；
- 取消了快门优先与光圈优先模式；
- 预留镜头转接环被取消，使得A530不能如其他500系列的相机一样加装滤镜。

佳能在A530/A540及PowerShot 600系列上开始使用树脂镜头，但这一举措在在部分爱好者中产生不满，认为树脂镜头透光不好，有老化问题，有部分用户反应图象有暗斑，怀疑与镜头质量不稳定有关
2006年下半年，由于发现编号前两位为21、22、23、24的部分A530和A540由于电池盖的弹簧过长，使得相机会出现电池短路而造成过热，佳能对这部分相机进行召回。

## 主要参数[1]
- 五百万有效象素
- 4倍光学变焦
- 1/2.5 英寸 CCD
- 1.8寸TFT液晶屏，分辨率7.7万象素
- 快门：15～1/2000秒
- ISO：80/100/200/400/800
- 9点智能对焦
- 有声短片记录（Motion JPEG编码与单声道音频）
- 使用SD卡／MMC卡作为存储介质
- 使用DIGIC II数字处理芯片
- 使用2节AA电池
- Exif 2.2
- 不带电池约170克